# Galatro
Galatro é uma comuna italiana da região da Calábria, província de Reggio Calabria, com cerca de 2.305 habitantes. Estende-se por uma área de 50 km², tendo uma densidade populacional de 46 hab/km². Faz fronteira com Fabrizia (VV), Feroleto della Chiesa, Giffone, Grotteria, Laureana di Borrello, Mammola, Maropati, San Pietro di Caridà.

## Demografia
| Variação demográfica do município entre 1861 e 2011                               |
|                                                                                   |
| Fonte: Istituto Nazionale di Statistica (ISTAT) - Elaboração gráfica da Wikipedia |